# Kill or Be Killed
"Kill or Be Killed" é uma canção da banda britânica de rock Muse. Foi lançado no dia 21 de julho de 2022 como o quarto single à frente de seu nono álbum de estúdio Will of the People, já tendo estreado em formato ao vivo durante shows em festivais de sua turnê mundial Will of the People World Tour. Foi indicada para Melhor Performance de Metal no 65º Grammy Awards.

## Histórico de lançamento
"Kill or Be Killed" estreou em formato ao vivo no show de 4 de junho de 2022 da Will of the People World Tour, no festival de música Rock am Ring, na Alemanha, durante o qual o single anterior "Will of the People (canção)" também estreou ao vivo. "Kill or Be Killed" foi tocada como primeira música do encore, antes da música de encerramento "Knights of Cydonia ", e sem nenhum anúncio oficial prévio da banda.
Posteriormente, "Kill or Be Killed" foi tocada em todos os shows seguintes da turnê, emergindo como a favorita dos fãs. No dia 14 de julho, Muse confirmou por meio das mídias sociais que "Kill or Be Killed" seria lançada como o quarto single antes de Will of the People, duas semanas depois, em 21 de julho de 2022, com um trecho de trinta segundos da versão de estúdio da música ficando disponível para visualização no TikTok mais tarde naquele dia.

## Escrita e composição
Antes da estreia ao vivo de "Kill or Be Killed", em entrevista ao Apple Music 1 no dia 17 de março de 2022, Matt Bellamy descreveu "Kill or Be Killed" como "a melhor faixa de metal/prog que já fizemos", com "riffs de guitarra com toques industriais e pesados como granito"; ele afirmou ainda que a faixa poderia ter sido incluída no sétimo álbum de estúdio do Muse, Drones. Jornalistas musicais descreveram "Kill or Be Killed" como metal progressivo, heavy metal, metal alternativo, e metalcore.

## Paradas
| Parada (2022)                         | Posição alcançada |
| ------------------------------------- | ----------------- |
| Reino Unido (Singles Downloads Chart) | 80                |
| UK Singles Sales (OCC)                | 81                |
| Reino Unido (OCC UK Rock and Metal)   | 20                |